# Kapski dikobraz
Kapski dikobraz (Hystrix africaeaustralis) je pripadnik porodice Hystricidae, a živi u subsaharskoj Africi.
Ime je dobio po južnoafričkoj pokrajini Kapskoj(afrikaans: Kaapprovinsie, Provinsie Kaap die Goeie Hoop).

## Opis
Kapski dikobraz živi u šumama, savanama subsaharske Afrike, i u obalnim područjima pustinje Namiba. Živi u paru ili u maloj skupini. 
Noćne su životinje, a dane provode u šupljinama u stijenama ili u rupama koje sami iskopaju. Hrani se biljnom hranom - korijenjem, lukovicama, bobicama i plodovima.
Prosječna masa kapskog dikobraza je 11 do 20 kilograma, dužina tijela 63-80 cm, a repa 10-20 cm što ovu vrstu čini jednom od dva najveća dikobraza svijeta.
Osim toga, kapski dikobraz je i jedan od najdugovječnijih glodavaca svijeta sa životnim vijekom od čak 20 godina.
U slučaju opasnosti dikobraz se smrzne, a ako je u bezizlaznoj situaciji napada bodljama koje su, iako se ne mogu ispaliti, vrlo opasno oružje.
Ženka kapskog dikobraza ostaje skotna 6-8 tjedana, a koti 1 do 3 mladunca. Za njih ne skrbi sama, već joj pomaže i mužjak.

## Ugroženost i zaštita
Prema IUCN-ovoj klasifikaciji, kapski dikobraz nije u nikakvoj opasnosti od izumiranja. Njegovo stanište se zapravo širi povećanjem poljodjelskih površina. Njegove prehrambene navike su ga pretvorile u štetočinu.
Jedina potencijalna opasnost za kapskog dikobraza je lov jer se u Africi smatra za prehrambenu namirnicu.

## Vanjske poveznice
|  | Zajednički poslužitelj ima stranicu o temi Hystrix africaeaustralis    |
|  | Zajednički poslužitelj ima još gradiva o temi Hystrix africaeaustralis |
|  | Wikivrste imaju podatke o taksonu Hystrix africaeaustralis             |